# Henning Fritz
Pour les articles homonymes, voir Fritz.
Henning Fritz, né le 21 septembre 1974 à Magdebourg, est un ancien handballeur international allemand, évoluant au poste de gardien de but. Malgré une taille modeste pour un gardien de but (1,88 m), il était considéré comme l'un des meilleurs gardiens de buts du monde et a d'ailleurs été élu meilleur handballeur mondial de l'année en 2004. Avec l'équipe nationale d'Allemagne, il est notamment Champion d'Europe en 2004 et Champion du monde en 2007.

## Biographie
Après des débuts à Magdebourg, sa ville natale, c'est avec le SC Magdebourg qu'il débute dans l'élite du handball allemand. Il y remporte ses premiers trophées, une Supercoupe d'Allemagne et une Coupe d'Allemagne en 1996, puis deux Coupe de l'EHF (C3) en 1999 et 2001 et enfin un Championnat d'Allemagne en 2001. Cette même année, il quitte son club formateur pour le THW Kiel obtenant quatre nouveaux titres de Champion d'Allemagne en 2002, 2005, 2006, 2007, deux nouvelles Coupe de l'EHF en 2002 et 2004 et enfin une Ligue des champions en 2007. L'arrivée de Thierry Omeyer à Kiel au début de la saison 2006-07 l'ayant relégué au rôle de troisième gardien du club, derrière également le suédois Mattias Andersson, qui occupait déjà le poste de premier gardien la saison précédente, Fritz décide de changer de club puisqu'il rejoint en 2007 les Rhein-Neckar Löwen où il terminera sa carrière en 2012.
Sélectionné en équipe nationale d'Allemagne pour la première fois en 1994, il termine à la 4e place au Championnat du monde 1995 puis atteint son premier podium lors du Championnat d'Europe 1998. Par la suite, le bronze se transforme en argent lors du Championnat d'Europe 2002 et du Championnat du monde 2003, puis en or au Championnat d'Europe 2004. Lors de ces deux dernières compétitions, Fritz est par ailleurs élu meilleur gardien de la compétition. Ce premier titre remporté place l'Allemagne parmi les favoris logiques des Jeux olympiques de 2004, mais, comme au mondial, c'est de nouveau la Croatie qui met fin aux espoirs allemands en finale. En 2007, si le THW Kiel ne compte plus vraiment sur lui, le sélectionneur allemand, Heiner Brand, lui conserve sa confiance pour le mondial 2007 qui se déroule en Allemagne. Et Fritz prouve qu'il reste un grand gardien puisqu'il est l'un des éléments majeurs de la victoire finale de l'équipe allemande, plus particulièrement lors des deux matchs contre les français, en arrêtant les tirs de sept mètres qui auraient pu relancer ceux-ci lors du match de second tour puis en étant magistral lors de la demi-finale. Ses performances sont récompensées par le titre de meilleur gardien de la compétition. Sa dernière année en sélection, en 2008, sera moins prolifique puisque les Allemands terminent à la 4e place au Championnat d'Europe 2008, étant châtiés dans le match pour la médaille de bronze par des français revanchards, puis à la 9e place aux Jeux olympiques de 2008.

## Palmarès

### En clubs
compétitions internationales
- Vainqueur de la Ligue des champions (1) : 2007
- Vainqueur de la Coupe de l'EHF (C3) (4) : 1999, 2001, 2002, 2004

compétitions nationales
- Vainqueur du Championnat d'Allemagne (5) : 2001, 2002, 2005, 2006, 2007
- Vainqueur de la Coupe d'Allemagne (2) : 1996, 2007
- Vainqueur de la Supercoupe d'Allemagne (2) : 1996, 2005

### En équipe nationale
- Jeux olympiques
  -  médaille d'argent aux Jeux olympiques de 2004 à Athènes
  - 5e place aux Jeux olympiques de 2000 à Sydney
  - 9e place aux Jeux olympiques de 2008 à Pékin
- Championnats du monde
  -  médaille d'or au Championnat du monde 2007, Allemagne
  -  médaille d'argent au Championnat du monde 2003, Portugal
  - 4e place au Championnat du monde 1995, Islande
  - 5e place au Championnat du monde 1999, Égypte
- Championnats d'Europe
  -  médaille d'or au Championnat d'Europe 2004, Slovénie
  -  médaille d'argent au Championnat d'Europe 2002, Suède
  -  médaille de bronze au Championnat d'Europe 1998, Italie
  - 4e place au Championnat d'Europe 2008, Norvège
  - 5e place au Championnat d'Europe 2006, Suisse

### Récompenses individuelles
- Élu meilleur handballeur mondial de l'année en 2004
- Élu meilleur handballeur allemand de l'année en 2004
- Élu meilleur handballeur de la saison en championnat d'Allemagne en 2004-2005
- Élu meilleur gardien des Jeux olympiques de 2004
- Élu meilleur gardien des championnats du monde 2003 et 2007
- meilleur gardien du Championnat d'Europe 2004